# Ooia
Ooia, rod jednosupnica u porodici kozlačevki. Postoji 10 vrsta, sve su endemi s Bornea.
Malo do srednje zimzeleno bilje; reofiti.

## Vrste
1. Ooia altar S.Y. Wong & P.C. Boyce
2. Ooia basalticola S.Y. Wong & P.C. Boyce
3. Ooia glans S.Y. Wong & P.C. Boyce
4. Ooia grabowskii (Engl.) S.Y.Wong & P.C.Boyce
5. Ooia havilandii (Engl.) S.Y. Wong & P.C. Boyce
6. Ooia kinabaluensis (Bogner) S.Y.Wong & P.C.Boyce
7. Ooia manduensis (A. Hay & Bogner) S.Y. Wong & P.C. Boyce
8. Ooia paxilla P.C.Boyce & S.Y.Wong
9. Ooia secta S.Y. Wong & P.C. Boyce
10. Ooia suavis S.Y. Wong & P.C. Boyce